# Montalba-le-Château
Montalba-le-Château là một xã ở tỉnh Pyrénées-Orientales trong vùng Occitanie, phía nam nước Pháp. Xã này nằm ở khu vực có độ cao trung bình 430 mét trên mực nước biển.